# Hoffa-Kastert-Syndrom
Als Hoffa-Kastert-Syndrom („Hoffaitis“) wird eine Hypertrophie des Corpus adiposum infrapatellare (Hoffascher Fettkörper) bezeichnet. Es ist ein Symptomenkomplex infolge von mechanischen oder entzündlichen Veränderungen im Kniegelenk.

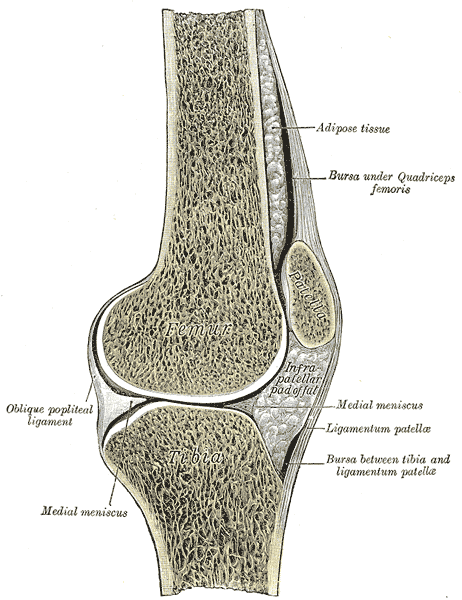
Sagittalschnitt des Kniegelenks mit Darstellung des Hoffaschen Fettkörpers (in der Abbildung beschriftet mit „Infrapatellar pad of fat“)

## Geschichte
Als im Jahre 1904 der Orthopäde Albert Hoffa die entzündliche Hypertrophie des Hoffaschen Fettkörpers (Corpus adiposum infrapatellare) beschrieb, ging er davon aus, dass es sich um eine eigenständige Krankheit, eine Krankheit sui generis, also von eigener Art, handelt. Erst Jahrzehnte später (1953) hat der Chirurg Josef Kastert festgestellt, dass die Fettkörperveränderungen fast immer mit einem Binnenschaden des Kniegelenks vergesellschaftet waren. Dazu gehören Meniskusschäden, freie Gelenkkörper oder Knorpelerkrankungen. Die Hypertrophie des Hoffaschen Fettkörpers ist keine eigenständige Krankheit. Sie ist ein Symptom eines primären Kniebinnenschadens. Die neue Bezeichnung Hoffa-Kastert-Syndrom trifft eher den Sachverhalt. Der Name Hoffasche Krankheit hat medizinisch-historische Bedeutung.

## Hypertrophie des Hoffaschen Fettkörpers

### Ursachen
Ursachen eines Kniebinnenschadens können traumatische Einwirkungen auf das Kniegelenk sein, die direkt, indirekt, einmalig oder wiederholt auftreten.

### Beschwerden
Es treten spontan oder nach einer Verletzung des Kniegelenks zunehmende Schmerzen im Gelenk auf, die oft mit einer Bewegungseinschränkung verbunden sind. Eine Gelenkschwellung ist nicht immer vorhanden. Bei Beugung im Kniegelenk tritt ein Spannungsgefühl ein. Eine durch den vergrößerten Hoffaschen Fettkörper bedingte Gelenkblockade ist weicher und weniger fixiert als bei einer Meniskuseinklemmung.

### Befund
Die Fettkörperhypertrophie äußert sich durch Druckschmerz beiderseits an den Innen- und Außenseiten des Kniegelenkspalts. Zu beiden Seiten des Patellarbandes ist eine wulstförmige Anschwellung zu beobachten. Der Untersucher tastet an diesen Stellen eine weiche bis derbe, druckschmerzhafte Verdickung. Bei Druck beiderseits des Patellarbandes kann die Kniescheibe sich anheben, ohne dass ein Gelenkerguss vorliegt.

### Pathologisch-anatomische Veränderungen
Der entzündlich mitreagierende Hoffasche Fettkörper vergrößert sich und nimmt eine derbe Konsistenz an. Er ist von gelblich-rötlicher Farbe oder blutig durchtränkt. Die mikroskopische Untersuchung des Fettkörpers zeigt rundzellige Einwanderungen in die Umgebung der Gefäße und eine Zunahme der Bindegewebszellen.

### Diagnostik
An erster Stelle steht die klinische Untersuchung. Als weitere diagnostische Maßnahmen sind die MRT und die Kniearthroskopie zu nennen. Bei Einklemmungen von hypertrophen Zotten des Fettkörpers kann ein blutiger Gelenkerguss auftreten.

### Therapie
Der diagnostizierte Kniebinnenschaden kann in den meisten Fällen nur operativ behandelt werden. Teilresektionen am Hoffaschen Fettkörper sind in Ausnahmefällen möglich, wenn Zotten zu Einklemmungen geführt haben oder bei der vorderen Kreuzbandplastik die Übersicht verbessert werden muss. Wenn der Primärschaden im Gelenk erfolgreich behoben wurde, bildet sich die Hypertrophie des Hoffaschen Fettkörpers ohne weitere Behandlung zurück.